# Knuston
Knuston – przysiółek w Anglii, w Northamptonshire. Leży 20 km od miasta Northampton. W latach 1870–1872 miejscowość liczyła 42 mieszkańców. Knuston jest wspomniana w Domesday Book (1086) jako Cnutestone.